# Étienne Monier
Pour les articles homonymes, voir Monier.
Étienne Monier (dit Élie Monier), né le 20 avril 1889 à Estagel (Pyrénées-Orientales) et mort guillotiné le 21 avril 1913 dans le 14e arrondissement de Paris, est un anarchiste illégaliste, membre de la bande à Bonnot et plus connu sous le pseudonyme de Simentoff.

## Biographie
Étienne Monier est né de parents vignerons à Estagel, petite ville à forte tradition anarchiste depuis la résistance au coup d'État de Napoléon III en 1851. Il apprend le métier de jardinier et de fleuriste. En 1909, il part pour Paris. Le 4 décembre 1910, il refuse de faire son service militaire et part à l’étranger. Afin de revenir en France il change d'identité, il utilise les papiers d'un ami anarchiste du nom de Samuelis Simentoff, né le 15 janvier 1887 à Síros en Turquie. À Paris, il fait la connaissance de Victor Serge et Rirette Maîtrejean, et rencontre Jules Bonnot.
Le 25 mars 1912, il est à Montgeron durant le vol d'une automobile, il y aura un mort, et à Chantilly, durant l'attaque de la Société Générale, deux employés sont tués.
Il travaille un temps à Ivry-sur-Seine pour le soldeur anarchiste Antoine Gauzy.  
Il est arrêté le 24 avril 1912, dans un petit hôtel de Belleville. 
Il comparaît à partir du 3 février 1913 devant les assises de Paris, en compagnie de dix-neuf autres accusés, parmi lesquels se trouvent Victor Serge et Rirette Maîtrejean, les gérants du journal L'Anarchie. 
Il est l'un des quatre accusés à être condamné à mort. Après le verdict, il disculpe Eugène Dieudonné, également condamné à mort pour sa participation supposée à l'agression de la rue Ordener. Dieudonné sera gracié.
Son exécution a lieu le 21 avril 1913, en même temps que celles d'André Soudy et de Raymond Callemin dit Raymond-la-Science.

## Notices
- Dictionnaire des anarchistes, « Le Maitron » : notice biographique.
- Dictionnaire international des militants anarchistes : notice biographique.
- L'Éphéméride anarchiste : notice biographique.